# Новый Оскол
Но́вый Оско́л — город (с 1647) в Белгородской области России, административный центр Новооскольского района (городского округа). Площадь города — 2363 га. Население — 18 359 чел. (2021).

## География
Город расположен на левом берегу реки Оскол бассейна Северского Донца, в 109 км от Белгорода.

## История
В 1617 году на Белгородской оборонительной черте, в месте впадения речки Белый Колодезь в реку Оскол, было начато строительство города-крепости. В 1637 году, здесь заложили «стоялый острог» с засекой, который в 1647 году стал городом. Он получил название Царёв Алексеев в честь вступившего на престол в 1645 году царя Алексея Михайловича.
В мае 1647 года под руководством князя Василия Петровича Львова (впоследствии назначенного первым воеводой города) в месте впадения Белого Колодезя в Оскол было начато строительство города под названием Царёв-Алексеев в виде дубового стоячего острога с земляным валом.
В 1655 году переименован в Новый Оскол, в царской грамоте на имя воеводы Романа Сатина (одновременно, расположенный выше по течению реки Оскол город Оскол был переименован в Старый Оскол).
Заселялся служилыми людьми из городов Ефремова, Ельца, Ливен и других городов, которые получали земли, становясь основателями новых сел и деревень этой округи.
Длина Новооскольского участка засечной черты составляла 24 километра, он располагался между Изюмской и Кальмиусской сакмами — дорогами, по которым в набеги на Московское царство ходили крымские татары. На протяжении XVII века Новый Оскол играл важную роль в защите государства от этой угрозы с юга, наряду с другими городами Белгородской черты.
В 1708 году город был приписан к Белгородской провинции Киевской губернии. В 1779 году назначен уездным городом Курского наместничества, переименованного в 1797 году в Курскую губернию.
C 20 (31) октября 1721 года по 1 (14) сентября 1917 года в составе Российской империи.
С 1 (14) сентября по 25 октября (7 ноября) 1917 года в составе Российской республики. Далее началась Гражданская война в России 1918—1923 годов.
C декабря 1922 года в составе Российской Советской Федеративной Социалистической Республики Союза Советских Социалистических Республик.
С образованием Центрально-Чернозёмной области (ЦЧО) — в её составе. 30 июля 1928 года, совместным постановлением ВЦИК и СНК РСФСР № 99, был образован Новооскольский район, который в 1934 году, при разделе ЦЧО на Воронежскую и Курскую области, был включён в состав Курской области.
3 июля 1942 года советские органы и войска оставили город, который был оккупирован германскими войсками.
28 января 1943 года освобождён советскими войсками Воронежского фронта в ходе наступления на белгородском направлении 18-го стрелкового корпуса (генерал-майор Зыков, Пётр Максимович) в составе: 219-й сд (генерал-майор Котельников, Василий Петрович), 270-й сд (подполковник Полятков, Николай Дмитриевич), 1-й истребительной дивизии (полковой комиссар Беляев, Иван Петрович) в составе: 2-й истребительной бригады (полковник Лубман, Борис Владимирович), 6-й истребительной бригады (полковник Буслаев, Иван Ефимович).
6 января 1954 года Новооскольский район с городом районного подчинения Новым Осколом был включён в состав новообразованной Белгородской области.

## Население
| 1779    | 1840    | 1856    | 1861    | 1897    | 1913    | 1923    | 1926    | 1931    | 1939    | 1959    |
| ------- | ------- | ------- | ------- | ------- | ------- | ------- | ------- | ------- | ------- | ------- |
| 1400    | ↘1343   | ↘1000   | ↗2400   | ↗3000   | ↗5200   | ↘2116   | ↘2100   | ↗9100   | ↘5400   | ↗12 908 |
| 1970    | 1979    | 1989    | 1992    | 1996    | 1998    | 2000    | 2001    | 2002    | 2003    | 2005    |
| ↗15 850 | ↗17 887 | ↗20 072 | ↗20 100 | ↗20 700 | ↘20 600 | ↗20 800 | →20 800 | ↘20 423 | ↗20 900 | ↘20 600 |
| 2006    | 2007    | 2008    | 2009    | 2010    | 2011    | 2012    | 2013    | 2014    | 2015    | 2016    |
| ↘20 500 | ↘20 300 | ↘20 200 | ↘20 126 | ↘19 530 | ↘19 500 | ↘19 159 | ↘19 024 | ↘18 911 | ↗18 930 | ↗18 932 |
| 2017    | 2018    | 2019    | 2020    | 2021    |         |         |         |         |         |         |
| ↘18 856 | ↘18 763 | ↘18 538 | ↘18 478 | ↘18 359 |         |         |         |         |         |         |

На 1 января 2025 года по численности населения город находился на 699-м месте из 1124 городов Российской Федерации.
Национальный состав
По итогам переписи населения 2020 года проживали следующие национальности (национальности менее 0,1 % и другое, см. в сноске к строке «Другие»):
| Национальность | Численность, чел. | Доля     |
| -------------- | ----------------- | -------- |
| Русские        | 15 986            | 87,07 %  |
| Украинцы       | 109               | 0,59 %   |
| Азербайджанцы  | 42                | 0,23 %   |
| Армяне         | 27                | 0,15 %   |
| Узбеки         | 25                | 0,14 %   |
| Другие         | 2170              | 11,82 %  |
| Итого          | 18 359            | 100,00 % |

## Образование
- Сельскохозяйственный колледж (ранее — сельскохозяйственный техникум и Новооскольский совхоз-техникум)
- 4 общеобразовательных школы.
- 5 дошкольных садов.

## Культура

### Исторические здания
- Дом Культуры «Оскол».
- Здание Новооскольского районного дома культуры, памятник истории.
- Здание Управления образования. памятник истории.
- Здание отдела краеведения центральной библиотеки.
- Здание типографии.
- Здание школы № 1, женская гимназия.

### Памятники
- Памятник основателю города — русскому царю А. М. Романову (ранее на этом месте стоял памятник В. И. Ленину).
- Мемориал воинской славы.
- Скульптурный бюст генералу-майору А. С. Костицину.
- Памятник воинам 69-й армии, освобождавшим Новый Оскол.
- Аллея славы героев.
- Памятник «Воинам, стоявшим перед миром и Отечеством».
- Мемориал «Пограничникам всех поколений» — первый памятник в парке Воинской Славы города (открыт в мае 2018 года[32]).
- Скульптурная композиция «Семья»[33].
- Памятник княжне Ольге Романовой[34].
- Памятник Ивану Путилину (открыт в июне 2019 года[35]).
- Чернобыльский колокол (открыт в декабре 2019 года).
- Памятник фронтовикам (открыт в январе 2020 года).
- Монумент десантникам ВДВ (открыт в августе 2020 года).

## Колония
В городе находится женская воспитательная колония для несовершеннолетних (в декабре 2011 года временно закрыта в связи с проведением капитального ремонта). 29 августа 2013 года в воспитательную колонию прибыла первая партия осуждённых из Рязанской ВК в количестве 54 человек. По состоянию на 1 февраля 2014 года в ФКУ Новооскольская ВК содержалось 60 несовершеннолетних осужденных из 27 регионов России, самой младшей из которых 15 лет.

## Экономика
- Птицефабрика «Приосколье».
- Мебельная фабрика.
- Хлебокомбинат.
- Электродный завод.
- Комбикормовый завод.

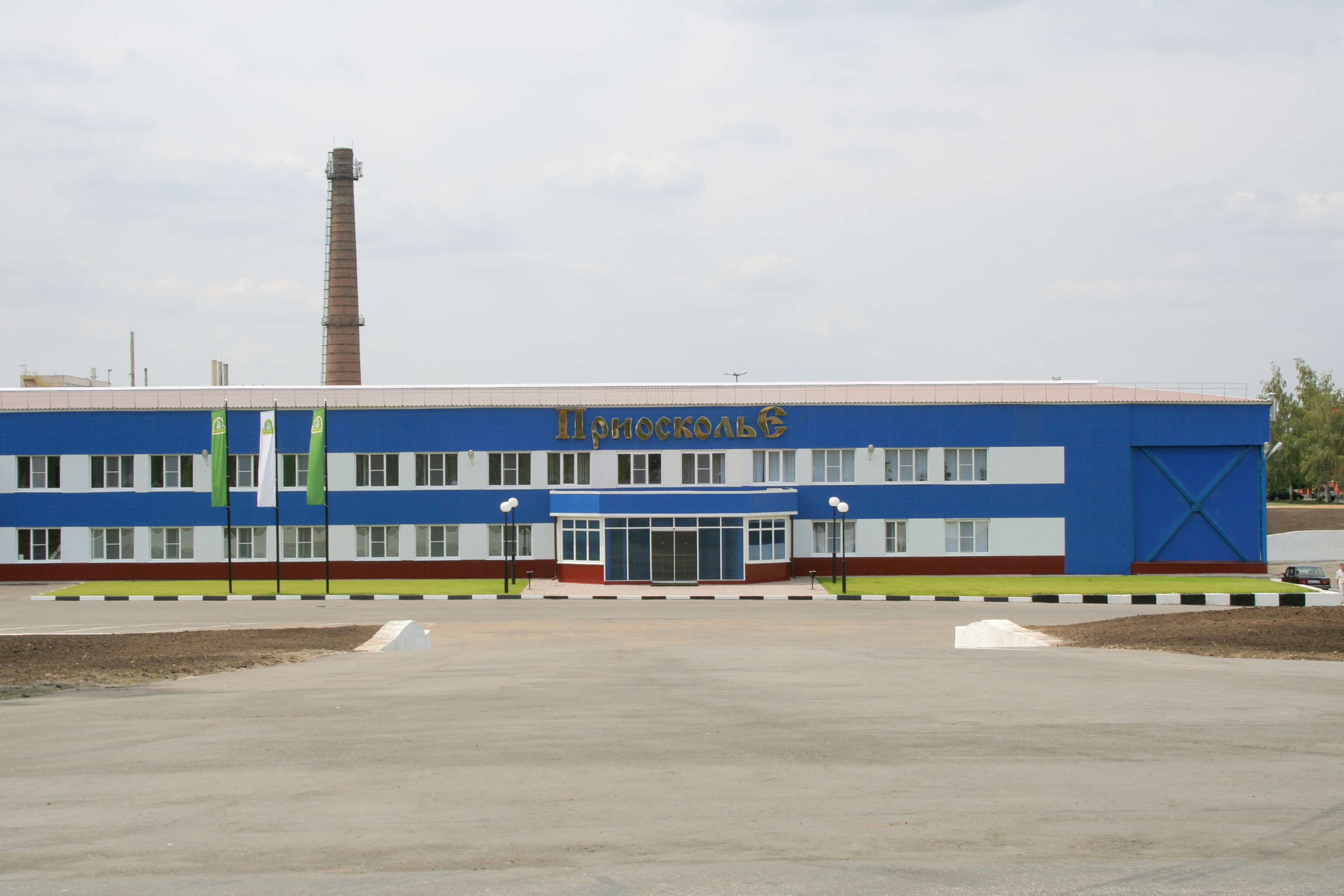
Птицефабрика «Приосколье».

- продажа сельскохозяйственной техники «Дон».

## Администрация
Главы местного самоуправления
- 1991—1993 — Князев Владимир Митрофанович;
- 1994—2015 — Понедельченко Михаил Николаевич;
- 2015—2024 — Гриднев Андрей Николаевич;
- 2024—н. в.. — Миськов Андрей Егорович

## Транспорт

#### Автобус
В городе действует автостанция:
- 10 междугородних маршрутов (Белгород, Бирюч, Харьков, Воронеж, Старый Оскол, Алексеевка, Ровеньки, Губкин, Россошь, Валуйки);
- 7 пригородных маршрутов (Скрынников, Остаповка, Шараповка, Тростенец, Боровое, Новая Безгинка, Львовка).

#### Железнодорожный
Действует ж/д вокзал: 7 маршрутов (Старый Оскол, Валуйки, Москва, Белгород, Сухум, Россошь, Ростов-на-Дону).

#### Такси
В городе функционируют более 5 фирм такси с машинами различных марок.

## СМИ
Интернет
- «Домолинк»;
- «Ростелеком».

Пресса
- С 1921 года выходит районная газета «Вперёд».

Телевещание
- Первый канал;
- Россия 1 / ГТРК Белгород;
- НТВ;
- Мир Белогорья;
- Телерадиокомпания «Новый Оскол»;
- Наземное цифровое ТВ (пакет из 20 каналов).

Радиовещание
- Радио России / ГТРК Белгород (Молчит) — 73.43 УКВ;
- Радио Русь — 91.1 МГц;
- Z-FM — 95.2 МГц;
- Маруся FM — 101.2 МГц;
- Радио Мира Белогорья — 102.0 МГц;
- Радио Ваня — 105.2 МГц.

## День города
- День города отмечается в последнюю субботу июля или первую субботу августа.

## Воеводы
- 1647—1648 — стольник Иван Васильевич Алферьев (Олферьев);
- 1648 — князь Никита Иванович Лобанов-Ростовский;
- 1648—1649 — Иван Степанович Рагозин;
- 1649 — Афанасий Семёнович Отяев;
- 1651 — князь Яков Петрович Волконский;
- 1653 — Трофим Хрущёв;
- 1655 — Роман Сатин;
- 1659 — князь Фёдор Фёдорович Долгоруков;
  - при Долгорукове вторым воеводой был Варфоломей Алексеев;
- 1663 — Абрам Анофриевич Кожухов;
- 1665 — Иван Хвощинский;
- 1677—1678 — стольник Борис Лаврентьевич Аргамаков;
- 1678 — князь Михаил Иванович Лыков (врио).
- 1679 — князь Яков Петрович Барятинский (врио).
- 1679—1680 — Петр Быков;
  - 1679 — Иван Юрьевич Леонтьев (второй воевода);
- 1680 — боярин Петр Васильевич Меньшой Шереметев;
- 1681 — Иван Секиотов;
- 1682 — князь Михаил Тимофеевич Звенигородский;
- 1683—1685 — стольник Акинфий Иванович Данилов;
- до 1742 — поручик Нефед (Ильин сын[37]) Шеховцов[38];
- с 1742 — майор Иван Михайлович Щербачев[38].